# Zosime typica
Zosime typica är en kräftdjursart som beskrevs av Boeck 1872. Zosime typica ingår i släktet Zosime och familjen Tisbidae. Arten är reproducerande i Sverige. Inga underarter finns listade i Catalogue of Life.